# Meet Me in St. Louis
Meet Me in St. Louis ist ein US-amerikanisches Filmmusical des Filmstudios Metro-Goldwyn-Mayer (MGM) aus dem Jahr 1944, basierend auf einer Reihe von Kurzgeschichten der Autorin Sally Benson. Im deutschen Sprachraum ist der Film auch unter den Titeln Heimweh nach St. Louis, Die große Liebe nebenan oder Die törichten Jungfrauen bekannt.
Die Regie des in Technicolor-Farben gedrehten Musicals übernahm Vincente Minnelli, die Hauptrolle spielte Judy Garland. Der Film handelt vom Leben einer Familie in St. Louis, ein Jahr vor der Weltausstellung 1904. Meet Me in St. Louis gilt als ein Höhepunkt in der Geschichte des amerikanischen Filmmusicals.

## Handlung
Im St. Louis des Jahres 1903 lebt die Familie Smith, bestehend aus Mr. Alonzo und Mrs. Anna Smith; ihren fünf Kindern Alonzo Jr., Rose, Esther, Agnes und Tootie sowie dem Großvater. Die beiden ältesten Töchter Rose und Esther sind verliebt. Rose wartet auf ein Ferngespräch ihres Verehrers Warren, der in New York studiert, und hofft auf eine Verlobung; derweil ist Esther verliebt in den neuen Nachbarsjungen John Truett. Dieser hat bis dahin jedoch noch keinerlei Notiz von Esther genommen, was sich erst bei einer Feier im Hause der Smiths ändert. Dort kommen sich Esther und John am Ende des Festes beim Löschen der Lampen näher.
Der Liebling der Familie ist jedoch die fünfjährige Tochter Tootie, die viel morbide Phantasie besitzt und an Halloween in Tränen aufgelöst nach Haus kommt. Sie behauptet, John Truett habe sie geschlagen. Esther rennt daraufhin zu ihrem Liebsten und rächt ihre kleine Schwester. Als sie wieder zurückkommt, muss sie erfahren, dass Tootie geflunkert hat, um eine Dummheit zu verbergen, die sie in der Nacht begangen hat. Esther schämt sich furchtbar und entschuldigt sich bei John Truett. Dabei küssen sie sich zum ersten Mal. Als Esther nach Hause zurückkehrt, verkündet Vater Smith, ein Anwalt und Juniorpartner seiner Kanzlei, unerwartet, dass er im neuen Jahr die Leitung des New Yorker Büros übernehmen könne. Dies bestürzt die ganze Familie, da alle das Leben in St. Louis lieben und sich dort verwurzelt fühlen.
Am Weihnachtsabend findet der Jahresabschlussball in St. Louis statt. Esther ist am Boden zerstört, als John nicht mit ihr zum Ball gehen kann, weil sein Smoking in der Werkstatt des Schneiders eingeschlossen ist. Schließlich bietet sich der Großvater an, mit Esther als Partner zum Ball zu gehen. Unterdessen fürchtet Rose um die Zuneigung ihres geliebten Warren, weil dieser mit einem anderen Mädchen namens Lucille zum Ball geht. Rose muss daraufhin mit ihrem Bruder Lon Jr. zum Ball gehen. Esther und Rose füllen Lucilles Tanzkarte mit unerträglichen Partnern aus, um ihren Abend zu ruinieren. Da Lucille allerdings Interesse an Lon Jr. zeigt, wechseln sie und Rose spontan ihre jeweiligen Ballpartner zur allseitigen Zufriedenheit – nur Esther muss ihre Tanzkarte mit der von Lucille tauschen und mit deren schrecklichen Tanzpartnern den Abend verbringen. Zur großen Freude von ihr taucht auch John zu später Stunde noch auf dem Ball auf. Wenig später hält er um ihre Hand an und Esther nimmt den Antrag an. Die jüngste Tochter Tootie ist unterdessen über den unmittelbar bevorstehenden Umzug der Smiths so unglücklich, dass sie nachts weinend die Schneemänner vor dem Haus zerstört. Vom Fenster betrachtet Mr. Smith die Verzweiflung seiner jüngsten Tochter und merkt, wie sehr ein Umzug die Familie unglücklich macht. So beschließt der Vater, mit seiner Familie in St. Louis zu bleiben. Warren platzt in die Bescherung und macht Rose einen Heiratsantrag.
Im Frühjahr 1904 besucht die gesamte Familie, darunter auch die drei ältesten Kinder mit ihren Partnern, schließlich die Weltausstellung.

## Hintergrund

### Vorgeschichte

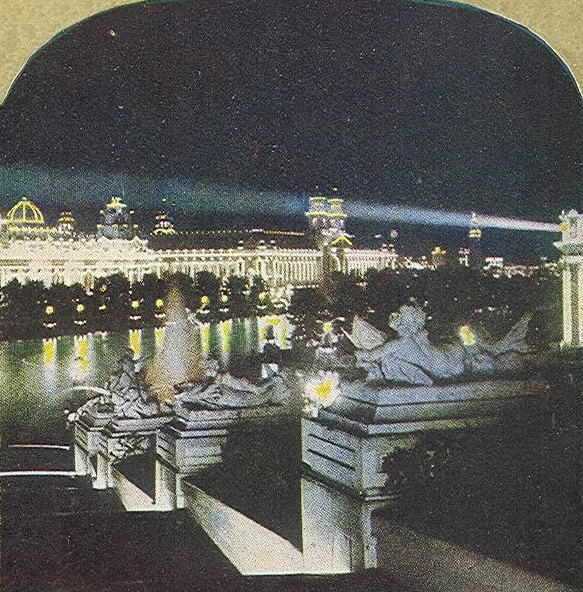
Das Electricity Building der Weltausstellung (Foto) wurde für die letzte Szene des Filmes nachgebildet

Meet Me in St. Louis basiert auf der Kurzgeschichten-Reihe „5135 Kensington“, die Sally Benson Anfang der 1940er Jahre wöchentlich im New Yorker Magazin The New Yorker veröffentlichte. Sally Benson kam gebürtig aus St. Louis, zog aber im Alter von zehn Jahren mit ihrer Familie nach New York. Die einzelnen Familienmitglieder hat Benson dabei ihren eigenen Verwandten nachempfunden, sie selbst ist in der Figur der zweitjüngsten Tochter Agnes wiederzuerkennen. Die Kensington-Kurzgeschichten erfreuten sich damals so hoher Popularität, dass Benson sie 1942 auch in Buchform unter dem Titel „Meet Me in St. Louis“ herausbrachte. Im Buch gibt es zwölf Kurzgeschichten, eine für jeden Monat, so dass man die Familie Smith durch das ganze Jahr begleitet. Diese Form wurde auch in der Verfilmung beibehalten, die die Handlung in die Abschnitte „Sommer“, „Herbst“, „Winter“ und „Frühling“ unterteilt.
Gelesen wurden die Geschichten auch von dem MGM-Produzenten Arthur Freed, der an einer Verfilmung interessiert und vor allem auf Musicals spezialisiert war. Für Freed waren die nostalgischen Geschichten einer früheren Ära genau das, wonach sich die vom Zweiten Weltkrieg erschütterten US-Bürger sehnten. Louis B. Mayer, der Studioboss von MGM, zeigte sich allerdings zunächst kritisch, ob die Kurzgeschichten genug Spannung und Konfliktpotenzial für einen abendfüllenden Film bieten würden. Freed entgegnete ihm, dass man den Umzug der Smiths aus ihrer vertrauten Heimatstadt als große Tragödie inszenieren müsse. Letztlich kaufte man Benson die Filmrechte für 25.000 US-Dollar ab.
Es erwies sich jedoch als schwierige Aufgabe, aus den episodenhaften Geschichten ein überzeugendes Drehbuch herauszuarbeiten, mehrere Drehbuchautoren scheiterten an der Aufgabe. In einem Entwurf war beispielsweise die Figur von Rose Smiths Verehrer Colonel Darly, der im fertigen Film in einer kurzen Szene von Hugh Marlowe gespielt wird, ein Betrüger und Ehebrecher, dessen Machenschaften von den Smith-Kindern aufgedeckt werden. Da diese Kriminalhandlung mit Colonel Darly aber nicht zur Atmosphäre des übrigen Filmes gepasst hätte, wurde sie letztlich aus dem Drehbuch entfernt. Erst Irving Brecher und Fred F. Finklehoffe gelang schließlich ein filmreifes Drehbuch, für das sie eine Oscar-Nominierung erhalten sollten.

### Besetzung
Für Garlands Karriere war Meet Me in St. Louis ein wichtiger Schritt, da sie neben Der Zauberer von Oz vor allem als Filmpartnerin von Mickey Rooney bekannt geworden war. Meet Me in St. Louis sollte der bis dahin teuerste Film mit ihr als Hauptstar werden. Sie war bei den Dreharbeiten bereits 22 Jahre alt, musste aber wieder einmal einen Teenager spielen. Sie erklärte sich erst zu der Rolle bereit, nachdem sie Vincente Minnelli kennengelernt habe. Nach den Dreharbeiten wurden sie ein Paar und heirateten im Jahre 1945. Ein Jahr später wurde die gemeinsame Tochter Liza Minnelli geboren. Garland und Minnelli drehten noch vier weitere Filme, ehe sie sich 1951 beruflich wie privat trennten. Liza Minnelli berichtete in einem Interview, dass Meet Me in St. Louis dank ihres Vaters der erste Film gewesen war, in dem sich ihre unter Minderwertigkeitsgefühlen leidende Mutter schön auf der Leinwand vorgekommen sei.
Von Garlands Mitdarstellern galt einzig der bei den Dreharbeiten fünfjährige Kinderstar Margaret O’Brien als zugkräftig an den Kinokassen. O’Briens Eltern waren während der Dreharbeiten in einen Gagenstreit mit MGM verwickelt, da sie zwar inzwischen zum Kinderstar geworden war, aber durch den am Anfang ihrer Filmkarriere gemachten Vertrag mit MGM weiterhin verhältnismäßig wenig Gage erhalten sollte. Am Höhepunkt des Streites, während der Dreharbeiten, reiste O’Briens Mutter mit ihrer Tochter nach New York ab. Der Studiochef Louis B. Mayer lenkte schließlich ein, wohl auch, da man bereits viel Geld in O’Brien und ihre Vermarktung als Kinderstar investiert hatte. In einem Interview von 2019 behauptete O’Brien, sie sei am Filmset beinahe ermordet worden: die Schrauben bei einem hängenden Studiolicht, unter dem sie später hätte stehen sollen, seien von einem Lichttechniker gelöst worden. Dieser Techniker sei vom Studiogelände abgeführt worden, als dies auffiel. Der Lichttechniker sei demnach der Vater eines Mädchens gewesen, das von MGM während des Vertragsstreites als möglicher Ersatz für Margaret O’Brien bereitgehalten wurde; er wollte demnach offenbar seine Tochter mit Gewalt als Ersatz durchsetzen. O’Brien erklärte, ihr seien erst Jahre später die wahren Umstände des Vorfalls offenbart worden, da man sie als fünfjähriges Kind nicht schockieren wollte.

### Dreharbeiten
Mit einem selbst für MGM-Verhältnisse großen Budget von fast 1,9 Millionen US-Dollar gedreht, wurde Meet Me in St. Louis der erste große Film für Regisseur Vincente Minnelli, der erst ein Jahr zuvor seinen ersten Film Ein Häuschen im Himmel gedreht hatte. Nachdem sein zweiter Film I Dood It zwischenzeitlich gefloppt war, musste Minnelli sich nun beweisen. Minnelli bekam erst den Auftrag, nachdem der ursprüngliche Wunschkandidat George Cukor verhindert war. Minnelli sollte durch den Erfolg von Meet Me in St. Louis in die erste Liga der Hollywood-Regisseure aufsteigen. Ein Hauptgrund für seine Zustimmung zum Projekt waren die Halloween-Szenen mit Kinderstar Margaret O’Brien, deren Inszenierung ihn reizte. Minnelli filmte die Halloween-Szenen zum großen Teil aus tiefen Kameraperspektiven, um dem Zuschauer den Blick eines Kindes wie Tootie zu gewähren. Nach Drehschluss empfanden die MGM-Produzenten den Film als überlang und wollte zunächst die Halloween-Szenen herausstreichen. Dagegen wehrte Minnelli sich aber sehr, so dass letztlich die Musical-Nummer Boys and Girls Like You and Me mit Judy Garland gestrichen wurde.
Damit der Umzug von St. Louis nach New York besonders schrecklich wirkt, setzten Minnelli und Freed viel Energie in die Filmsets, die möglichst beeindruckend und schön wirken sollten. Für rund 200.000 US-Dollar wurde eigens eine ganze Nachbarschaft entwickelt. Die Szenenbildner waren Edwin B. Willis, Lemuel Ayers, Cedric Gibbons und Jack Martin Smith; die Kostüme verantwortete Irene Sharaff; für den Ton war Douglas Shearer verantwortlich; Charles Walters war Direktor der Tanzszenen; Natalie Kalmus fungierte als Beraterin für das Technicolor-Verfahren.

### Musik
Eine wichtige Rolle im Film spielt auch die Musik, die erheblich zum Erfolg des Filmes beitrug. Meet Me in St. Louis ist filmhistorisch eines der ersten Musicals, dessen Tanz- und Gesangsnummern nicht nur die Fähigkeiten der Schauspieler herausstellen, sondern die umsichtig die Handlung integriert sind. Zum Teil tragen die Lieder sogar dazu bei, die Handlung voranzubringen. Gleich in der ersten Szene des Filmes werden die Familienmitglieder vorgestellt, indem man ihren Aktivitäten im Haus folgt und sie jeweils einzeln den Schlager Meet Me in St. Louis, Louis singen hört. Als etwa Vater Smith den Umzug nach New York verkündet hat, kommt es in der Familie zu Streit – durch das gemeinsame Singen des Liedes You and I versöhnt sich die Familie aber wieder.
Das Komponistenduo Hugh Martin und Ralph Blane verfasste drei Lieder für den Film, die allesamt berühmt wurden: The Trolley Song, The Boy Next Door und Have Yourself a Merry Little Christmas; diese fanden später auch Einlass ins Konzertrepertoire von Judy Garland. Daneben setzte man jedoch auch auf Lieder aus der historischen Zeit der 1900er Jahre.
- Meet Me in St. Louis, Louis wurde für die Weltausstellung 1904 von Kerry Mills und Andrew B. Sterling geschrieben. Im Film wird es zu Beginn mehrmals von verschiedenen Mitgliedern der Familie Smith gespielt, in der Endszene auf der Weltausstellung erklingt das Lied dann erneut instrumental.
- The Boy Next Door wurde für den Film von Hugh Martin und Ralph Blane geschrieben. Im Film wird das Lied von Judy Garland gesungen, die in ihren Nachbarn John Truett verliebt ist.
- Skip to My Lou ist ein Lied aus dem 19. Jahrhundert, das für den Film aber von Hugh Martin und Ralph Blane bearbeitet wurde. Zum Lied wird gemeinschaftlich auf der Feier im Hause der Smiths gesungen und getanzt.
- I Was Drunk Last Night ist unbekannter Herkunft und wird im Film von der siebenjährigen Margaret O’Brien gesungen.[12]
- Under the Bamboo Tree wurde im Jahre 1902 von Bob Cole und den Johnson Brothers geschrieben und war in den 1900er Jahren ein sehr populäres Lied. Im Film wird es Judy Garland und Margaret O’Brien auf der Feier im Hause der Smiths vorgetragen.
- Over the Banister wurde von Conrad Salinger nach einer Melodie aus dem 19. Jahrhundert bearbeitet. Der Text des Liedes wurde von Roger Edens aus dem Gedicht von Ella Wheeler Wilcox Over the Banisters (deutscher Titel: „Über das Treppengeländer“). Im Film singt Judy Garland diesen Song zu John Truett, während sie an einem Treppengeländer lehnt.
- The Trolley Song wurde für den Film von Hugh Martin und Ralph Blane geschrieben. Im Film wird es von Judy Garland sowie einem Hintergrundchor gesungen. Ralph Blane erinnerte sich daran, dass er mehrere Zeilen des Songs aus der Bildunterschrift eines Trolley-Fotos entnommen hatte, das in einem Buch über die Geschichte von St. Louis stand. Judy Garland soll die gesamte vierminütige Trolley-Sequenz in nur einer Einstellung gedreht haben.
- You and I, geschrieben für den Film 1944 von Nacio Herb Brown und Arthur Freed, letzterer war neben seiner Tätigkeit als MGM-Produzent auch ein erfolgreicher Songwriter. Scheinbar singen Leon Ames und Mary Astor das Lied; im Film sind jedoch die Stimmen von Arthur Freed und Denny Markas zu hören. Am Klavier spielt Mary Astor, die neben ihrer Schauspielerei auch eine talentierte Pianistin war, das Lied.
- Have Yourself a Merry Little Christmas wurde für den Film von Hugh Martin und Ralph Blane geschrieben und von Judy Garland gesungen. Ursprünglich hatte Hugh Martin die Zeile „Have yourself a merry little Christmas, it may be your last“ geschrieben. Diese Zeilen waren Judy Garland und Vincente Minnelli aber zu morbide, so dass Martin sie für den Film änderte.

Boys and Girls Like You and Me war ursprünglich ein weiteres Lied, das von Rodgers und Hammerstein für ein Broadwaystück geschrieben wurde. In einer Szene sollte Ester damit ihren John ansingen. Die Szene wurde jedoch kurz vor der Premiere herausgeschnitten, da sie den Film verlängerte. Instrumental kann man im Hintergrund noch weitere Lieder hören, etwa: Goodbye, My Lady Love (Joseph E. Howard, 1904); Little Brown Jug (Joseph Winner, 1869); Down at the Old Bull and Bush (Harry von Tilzer, 1903); Home! Sweet Home! (Henry Rowley Bishop, 1823) sowie die traditionellen Weihnachtslieder Auld Lang Syne und The First Nowell.

## Synchronisation
In den 1980er Jahren entstand im Auftrag des ZDF die deutsche Synchronfassung für eine Fernsehausstrahlung.
| Rolle                | Darsteller           | Dt. Synchronstimme |
| -------------------- | -------------------- | ------------------ |
| Esther Smith         | Judy Garland         | Carolin van Bergen |
| Anna Smith, Mutter   | Mary Astor           | Verena Wiet        |
| Alonzo Smith, Vater  | Leon Ames            | Hans Sievers       |
| Rose Smith           | Lucille Bremer       | Susanne Beck       |
| John Truett          | Tom Drake            | Stephan Schwartz   |
| Katie, Haushälterin  | Marjorie Main        | Marianne Kehlau    |
| Großvater Smith      | Harry Davenport      | Hans Hessling      |
| Lon Smith junior     | Henry H. Daniels Jr. | Joachim Richert    |
| Agnes Smith          | Joan Carroll         | Eva Michaelis      |
| Colonel Darly        | Hugh Marlowe         | Peter Kirchberger  |
| Mr. Neely, Eismann   | Chill Wills          | Jochen Sehrndt     |
| Dr. Gerard, Hausarzt | Donald Curtis        | Günter König       |

## Kritiken
An den Kinokassen war Meet Me in St. Louis ein großer Erfolg und avancierte hinter Der Weg zum Glück zum zweiterfolgreichsten Film des Jahres 1944 an den US-Kinokassen. Es war ebenfalls einer der größten kommerziellen Erfolge in der Geschichte des Filmstudios MGM.
Auch die zeitgenössischen Kritiker waren angetan. Die Time nannte es „einen der hübschesten Filme des Jahres“, der das Technicolor-Verfahren so gut wie nur wenige Filme zuvor ausgenutzt habe, um schöne Bilder zu erzeugen. Meet Me in St. Louis habe „viel mehr Substanz und Charakter als die meisten Musicals“. Bosley Crowther in der New York Times nannte den Film eine „warme und betörende Verbildlichung von Sally Bensons Memoiren über ihre Familie“, der Film sei eine „wunderbare Show“. Die Besetzung sei „exzellent“ geraten und Regisseur Minnelli würde mit seiner Regie all den Charme der alten Zeit ausspielen. Eine zeitgenössische Kritik schrieb, es sei an Musical, „an dem sich sogar die Schwerhörigen erfreuen könnten“, da es neben den Songs auch einer der „hübschesten Filme des Jahres“ sei.
Meet Me In St. Louis gilt bis heute als einer der gelungensten Filme des goldenen Zeitalters der MGM-Filmmusicals. Vielen Filmkritikern gilt er sogar als einer der besten Musicalfilme aller Zeiten. Beim Kritikerportal Rotten Tomatoes fallen alle 80 Kritiken positiv aus, womit der Film die seltene Wertung von 100 % (bei 8.7/10 Punkten) besitzt (Stand: Oktober 2024). Das Museum of Modern Art schrieb zum Film: „Während andere Regisseure Technicolor ablehnend gegenüberstanden, verstand und umarmte Minnelli diesen neuen Prozess, er zeigte den umwerfenden Glanz ihrer Farben. Er wurde einer von Hollywoods fähigsten Coloristen und ein Meister der filmischen Musikkomödie. Minnelli setzte einen neuen Standard für das Genre, elegant fügte er Tanznummern in die Handlung ein, eine Vermischung aus Naturalismus und Fantasie, in der realistische Figuren ihre Hoffnungen, Befürchtungen oder Vorlieben entdecken und ausdrücken. Gleichzeitig verdeckte und zeigte er die düstere Seite des häuslichen Amerikas, die Fragilität seiner Strukturen und die Furcht vor der möglichen Veränderung.“
Das Lexikon des internationalen Films schrieb: „Ein sehr gemütvolles, unterhaltsames Musical mit ausgezeichneter Choreografie, guten Songs und prominenter Besetzung.“ Der US-amerikanische Filmkritiker Richard Schickel erstellte 2005 für das Magazin Time eine Liste der 100 besten Filme aller Zeiten, wobei er Meet Me in St. Louis aufnahm: „Es hatte wunderbare Songs und eine auf süße Weise unneurotische Darstellung von Judy Garland […] Trotz seines nostalgischen Charmes, ließ Minnelli in den Film etwas Träumerisches, gelegentlich Surreales, Düsteres einfließen. Und es bleibt, für einige von uns, das größte der amerikanischen Filmmusicals.“

## Auszeichnungen
Meet Me in St. Louis erhielt auf der Oscarverleihung 1945 vier Oscar-Nominierungen in den Kategorien „Bestes Drehbuch“, „Beste Kamera“, „Beste Filmmusik (Musical)“ und „Bester Song“ (für den Trolley Song), ging allerdings in allen Kategorien leer aus. Margaret O’Brien wurde aber auf derselben Oscarverleihung mit dem Juvenile Award zuerkannt, einem heute nicht mehr bestehenden Spezial-Oscar für Kinderdarsteller, auch für ihre Leistung in Meet Me in St. Louis.
Im Jahr 1994 wurde der Film in das National Film Registry aufgenommen. Das American Film Institute wählte Meet Me in St. Louis im Jahre 2006 auf Platz 10 der größten US-Filmmusicals aller Zeiten (AFI’s Greatest Movie Musicals). Zwei Songs des Filmes schafften es außerdem auf die Liste der größten US-Filmsongs (AFI’s 100 Years…100 Songs): The Trolley Song auf Platz 26 und Have Yourself a Merry Little Christmas auf Platz 76.

## Adaptionen
- 1946 repräsentierten Judy Garland, Tom Drake und Margaret O’Brien ihre Filmrollen für die Radioshow Lux Radio Theatre.[22]
- 1959 entstand unter Regie von George Schaefer eine Fernsehadaption von Meet Me in St. Louis. Die ausgesprochen prominente Besetzung beinhaltete unter anderem Jane Powell, Tab Hunter, Jeanne Crain, Walter Pidgeon, Myrna Loy, Patty Duke und Ed Wynn.[23]
- 1966 wurde eine zweite Fernsehadaption unter Regie von Alan D. Courtney nach einem Drehbuch von Originalautorin Sally Benson hergestellt. Diese Version mit Shelley Fabares, Celeste Holm und Reta Shaw verzichtete auf die Gesangsnummern.[24]
- 1989 feierte am Broadway das Musical Meet Me in St. Louis Premiere. Das Stück stammte von Hugh Martin und Ralph Blane, es spielten in der Uraufführung unter anderem Courtney Peldon, Milo O’Shea und Betty Garrett. Das Musical, das insgesamt 252 Aufführungen am Broadway überdauerte und fast ein Jahr gespielt wurde, wurde für vier Tony Awards nominiert.[25] Seitdem wurde es auch international mehrfach aufgeführt.

## DVD-Veröffentlichung
- Meet Me in St. Louis. Warner Home Video 2004